# 3376 Armandhammer
3376 Armandhammer је астероид главног астероидног појаса чија средња удаљеност од Сунца износи 2,348 астрономских јединица (АЈ).
Апсолутна магнитуда астероида је 12,4.